# Karmazsintetű
A karmazsintetű (Kermes ilicis) a rovarok (Insecta) osztályába a félfedelesszárnyúak (Hemiptera) rendjébe és a Kermesidae családba tartozó faj.
Egyes rendszerezések a teknős pajzstetvek (Coccidae) családjába sorolják, Coccus ilicis néven.

## Előfordulása
Dél-Európában és Elő-Ázsiában honos. A gubacstölgy (bíborgubacstölgy, karmazsintölgy; Quercus coccifera) és néhány rokon tölgyfaj élősködője.

## Szaporodása
Életciklusa a bíbortetűéhez hasonló; a modern irodalomban gyakran össze is tévesztik őket. Sajátossága, hogy nőstényei peterakás előtt a fa törzséhez rögzítik magukat, és úgy rakják petéiket a fa kérgére, hogy testük óvja azokat. A nőstény ezután meghal, testéből karmazsinszínű folyadék szivárog, és vörösre festi környezetét.

## Felhasználása
Már az Ószövetség is említi, de igazi jelentőségre a kereszténységben tett szert. A borsónyi nőstény rovarokat összegyűjtötték, kiszárították és így árulták. Porukból vonták ki kémiailag a kárminhoz meglehetősen hasonló karmazsinfestéket, ami az ókorban igen elterjedt és értékes színezőanyag volt, a buzérvörös nagy vetélytársa. Mivel a keresztények hasonlóságot véltek felfedezni a karmazsintetű és Krisztus élete között (Krisztus is 'a fán' halt meg és ontotta vérét), ezért előszeretettel festették karmazsinvörösre kegytárgyaikat. Végül II. Pál pápa 1464-ben a „bíborosok színévé” nyilvánította.

## Hasonló fajok
- A Kermes vermilio (más néven: Coccus vermilio) ugyancsak a festéktetvek közé tartozik; felhasználása a karmazsintetűével analóg. A két faj példányait gyakorta össze is keverték.
- Lengyel bíborpajzstetű
- Amerikai változata a Bíbortetű

## Külső hivatkozások
- Old Testament Hebrew – angolul
- A festőipar kialakulása